# Gustavo Henrique Tuna
Gustavo Henrique Tuna é um historiador e editor brasileiro. Graduado em História pela Unicamp, fez Mestrado em História Cultural pela mesma instituição (com a dissertação Viagens e Viajantes em Gilberto Freyre) e Doutorado em História Social pela USP.
Devido ao tema de sua dissertação, defendida em 2003, Tuna foi convidado para fazer o índice remissivo dos livros de Gilberto Freyre, cujos direitos haviam acabado de ser adquiridos pela Global Editora. Em 2009, tornou-se responsável por toda a obra do autor na editora, assim como de projetos relacionados a Freyre, incluindo a catalogação da biblioteca e do acervo de documentos do autor, que permitiu a descoberta de diversos textos inéditos, assim como de correspondências. Tuna passou depois a cuidar também de edições de Ignácio de Loyola Brandão, Marina Colasanti, Manuel Bandeira, Cecília Meireles, entre outros.
Tuna ganhou o Prêmio Jabuti na categoria "Crônica" em 2018 pelo livro O Poeta e Outras Crônicas de Literatura e Vida, do qual foi co-organizador (ao lado de André Seffrin) e responsável pelo prefácio. A obra é uma seleção de crônicas Rubem Braga sobre outros escritores